# Tournée de l'équipe des Lions britanniques et irlandais de rugby à XV en 1924
Les Lions britanniques et irlandais, (auparavant appelés Lions britanniques) ou plus couramment appelés Lions, se déplacent en Afrique du Sud lors d'une tournée organisée en 1924 avec pour points d'orgue quatre test-matchs contre l'équipe d'Afrique du Sud.
L'équipe dirigée par Harry Packer a pour relais sur le terrain le capitaine et joueur anglais Ronald Cove-Smith. 
L'équipe des Lions perd trois des quatre tests. 

## Le groupe de la tournée
La liste suivante indique les 31 joueurs retenus pour participer à la tournée organisée en 1924.
| Avants - Arthur Blakiston (Blackheath RC) - Ronald Cove-Smith (Old Merchant Taylors) - Neil McPherson (Newport RFC) - Jim McVicker (Collegians (Belfast)) | Demis et arrières - Harold Davies (Newport RFC) - Dan Drysdale (Heriot's Rugby Club) - Vince Griffiths (Newport RFC) - Rowe Harding (Swansea RFC) - Ian Smith (Oxford University RFC) - Herbert Waddell (Glasgow Academicals RFC) - Arthur Young (Blackheath RC) |  |

## Résultats
|         | Date | Opposition | Lieu | Résultat | Score |
| ------- | ---- | ---------- | ---- | -------- | ----- |
| Match 1 |      |            |      |          |       |

## Résultats des test-matches
| No | Date              | Lieu                          | Match                               | Score  | Compétition |
| -- | ----------------- | ----------------------------- | ----------------------------------- | ------ | ----------- |
| 1  | 16 août 1924      | Durban Afrique du Sud         | Afrique du Sud – Lions britanniques | 7 – 3  | test-match  |
| 2  | 23 août 1924      | Johannesburg Afrique du Sud   | Afrique du Sud – Lions britanniques | 17 – 0 | test-match  |
| 3  | 13 septembre 1924 | Port Elizabeth Afrique du Sud | Afrique du Sud – Lions britanniques | 3 – 3  | test-match  |
| 4  | 20 septembre 1924 | Le Cap Afrique du Sud         | Afrique du Sud – Lions britanniques | 16 – 9 | test-match  |